# Heterodelphis croatica
Heterodelphis croatica vrsta je kita koja je živjela prije 12,7 – 11,608 milijuna godina. Ostatci ove vrste jedino su pronađeni u zagrebačkom kvartu Podsused gdje su također pronađeni ostatci vrste Mesocetus agrami i neidentificirane vrste roda Champsodelphis.